# Palazzo Franchi Fiore
Palazzo Franchi Fiore è un palazzo storico dell'Aquila, attribuito a Silvestro dell'Aquila, inserito nel 1902 nell'elenco dei monumenti nazionali italiani.

## Storia
La costruzione del palazzo si fa risalire alla prima metà XV secolo, come testimoniato dal portale ogivale simile a quello della prospiciente chiesa della Beata Antonia. Venne successivamente ammodernato per volere della famiglia Franchi, originaria di Poggio Picenze, il cui capostipite era Ludovico Franchi, conte di Montorio. Come riportato dall'Antinori, Giovan Luca Franchi (fratello di Ludovico) acquistò l'immobile di via Sassa nel 1519 e vi andò ad abitare nel 1522.
È attribuito a Silvestro dell'Aquila, nonostante vi siano alcune incongruenze cronologiche tra la morte dell'artista, datata al 1504, ed il completamento dell'edificio, avvenuto qualche anno più tardi; certamente gli elementi architettonici del cortile rimandano a quelli del palazzo Carli Benedetti (1494) del Silvestro.
Nella seconda metà del XVI secolo l'edificio passò ai Vivio, poi, nel secolo successivo, divenne proprietà dei Romanelli, dei Gentile ed infine dei Retico. Subì danni dal terremoto dell'Aquila del 1703, in seguito al quale venne restaurato ed ampliato. Più recentemente, divenne proprietà della famiglia Fiore che vi appose il suo nome. In seguito al terremoto dell'Aquila del 2009, il palazzo ha subito importanti danni alle strutture.

## Descrizione
Il palazzo è situato all'angolo tra via Sassa e via Cesura, nel quarto di San Pietro, con la facciata posta frontalmente rispetto alla chiesa della Beata Antonia.
Nonostante i numerosi rimaneggiamenti avvenuti nel corso della sua storia — in particolare l'ampliamento del XVIII secolo — il palazzo mostra evidenti i segni dell'architettura rinascimentale, con alcune preesistenze medievali localizzate su via Sassa. L'elemento caratterizzante dell'edificio è certamente il cortile cui si accede da un grande androne con volta a crociera; la corte è circondata per tre lati da un porticato irregolare mentre, sul quarto lato, è localizzata una scalinata divergente con, al centro, il portale principale, secondo uno schema simile a quello del palazzo Carli Benedetti in via Accursio. Anche per questo motivo, sia il Chini che il Gavini tendono ad attribuire l'impianto architettonico del cortile a Silvestro dell'Aquila.